# Unione Sportiva Cremonese 1980-1981
Questa voce raccoglie le informazioni riguardanti l'Unione Sportiva Cremonese nelle competizioni ufficiali della stagione 1980-1981.

## Stagione
Nella stagione 1980-81 la Cremonese di Domenico Luzzara disputa il campionato di Serie C1, girone A, chiuso a quota con 46 punti; gli stessi della Reggiana, con cui i grigiorossi vengono promossi in Serie B – gli emiliani chiudono platonicamente al primo posto per via della migliore classifica avulsa negli scontri diretti.
Al timone della compagine grigiorossa ancora Guido Vincenzi. La squadra, molto forte in difesa, con 19 reti subite è la migliore del torneo, gioca un calcio piacevole. A metà campionato si laurea campioni d'inverno con un punto di vantaggio sulla Triestina. Il 10 maggio a Parma debutta un promettente elemento del vivaio, Gianluca Vialli: collezionerà solo due spezzoni nella stagione, ma nasce una nuova stella grigiorossa. Protagonisti della promozione Sergio Paolinelli, Felice Garzilli, Giancarlo Finardi, Mario Nicolini e Luigi Reali.
Nella Coppa Italia Semiprofessionisti la Cremonese, nel precampionato, vince il proprio girone di qualificazione eliminando Parma e Pergocrema; poi nel prosieguo di stagione, nei sedicesimi di finale supera nel doppio confronto il Pordenone, quindi negli ottavi di finale cede il passo al Padova nel turno di ritorno, ai tiri di rigore.

## Rosa

La squadra in campo con la seconda divisa bianca

| N. |                   | Ruolo | Calciatore        |
| -- | ----------------- | ----- | ----------------- |
|    | Italia (bandiera) | A     | Tiziano Ascagni   |
|    | Italia (bandiera) | A     | Nuccio Bresolin   |
|    | Italia (bandiera) | P     | Claudio Dal Bello |
|    | Italia (bandiera) | C     | Giancarlo Finardi |
|    | Italia (bandiera) | C     | Romano Galvani    |
|    | Italia (bandiera) | D     | Felice Garzilli   |
|    | Italia (bandiera) | C     | Maurizio Gilardi  |
|    | Italia (bandiera) | C     | Fabrizio Larini   |
|    | Italia (bandiera) | D     | Vittorio Marini   |

| N. |                   | Ruolo | Calciatore        |
| -- | ----------------- | ----- | ----------------- |
|    | Italia (bandiera) | C     | Marco Medaglia    |
|    | Italia (bandiera) | D     | Danio Montani     |
|    | Italia (bandiera) | D     | Mario Montorfano  |
|    | Italia (bandiera) | C     | David Mugianesi   |
|    | Italia (bandiera) | A     | Mario Nicolini    |
|    | Italia (bandiera) | D     | Sergio Paolinelli |
|    | Italia (bandiera) | P     | Luigi Reali       |
|    | Italia (bandiera) | A     | Gianluca Vialli   |

## Risultati

### Serie C1

#### Girone di andata
| Arbitro: | Tubertini (Bologna) |

|  |           |            |
|  | Marcatori | 65’ Marini |

| Cremona 5 ottobre 1980 2ª giornata | Cremonese     | 0 – 0 | Triestina | Stadio Giovanni Zini\| Arbitro: \| Testa (Prato) \| |
| Arbitro:                           | Testa (Prato) |       |           |                                                     |

| Arbitro: | Baldi (Roma) |

|            |           |  |
| Meloni 10’ | Marcatori |  |

| Arbitro: | Esposito (Torre del Greco) |

|              |           |  |
| Bresolin 26’ | Marcatori |  |

| Arbitro: | Cerquoni (Macerata) |

|  |           |                    |
|  | Marcatori | 47’ (rig.) Finardi |

| Arbitro: | Vallesi (Pisa) |

|                |           |                |
| Ori 81’ (rig.) | Marcatori | 85’ Paolinelli |

| Arbitro: | Tuveri (Cagliari) |

|                          |           |  |
| Finardi 62’ Nicolini 64’ | Marcatori |  |

| Arbitro: | Giaffreda (Roma) |

|             |           |                          |
| Barbuti 64’ | Marcatori | 71’ Ascagni 75’ Bresolin |

| Cremona 23 novembre 1980 9ª giornata | Cremonese                   | 0 – 0 | Novara | Stadio Giovanni Zini\| Arbitro: \| Pellicanò (Reggio Calabria) \| |
| Arbitro:                             | Pellicanò (Reggio Calabria) |       |        |                                                                   |

| Arbitro: | De Marchi (Novara) |

|                 |           |                           |
| Beccati 40’ 71’ | Marcatori | 4’ Nicolini 65’ Mugianesi |

| Arbitro: | Lussana (Bergamo) |

|                            |           |  |
| Nicolini 6’, 22’, 26’, 72’ | Marcatori |  |

| Mantova 14 dicembre 1980 12ª giornata | Mantova        | 0 – 0 | Cremonese | Stadio Danilo Martelli\| Arbitro: \| Leni (Perugia) \| |
| Arbitro:                              | Leni (Perugia) |       |           |                                                        |

| Cremona 21 dicembre 1980 13ª giornata | Cremonese                 | 0 – 0 | Parma | Stadio Giovanni Zini\| Arbitro: \| Pezzella (Frattamaggiore) \| |
| Arbitro:                              | Pezzella (Frattamaggiore) |       |       |                                                                 |

| Arbitro: | Rufo (Roma) |

|                 |           |              |
| Erba 47’ (rig.) | Marcatori | 50’ Nicolini |

| Arbitro: | Testa (Prato) |

|             |           |              |
| Finardi 36’ | Marcatori | 21’ Cozzella |

| Fano 18 gennaio 1981 16ª giornata | Fano                 | 0 – 0 | Cremonese | Stadio Borgo Metauro\| Arbitro: \| Polacco (Conegliano) \| |
| Arbitro:                          | Polacco (Conegliano) |       |           |                                                            |

| Arbitro: | Zumbo (Reggio Calabria) |

|                             |           |  |
| Nicolini 14’ Paolinelli 82’ | Marcatori |  |

#### Girone di ritorno
| Arbitro: | Cerquoni (Macerata) |

|                 |           |                 |
| Medaglia 8’ 76’ | Marcatori | 14’ 90’ Melillo |

| Trieste 8 febbraio 1981 19ª giornata | Triestina        | 0 – 0 | Cremonese | Stadio Giuseppe Grezar\| Arbitro: \| Giaffreda (Roma) \| |
| Arbitro:                             | Giaffreda (Roma) |       |           |                                                          |

| Arbitro: | Rinaldi (Caserta) |

|                                                     |           |           |
| Ascagni 4’, 88’ 60’ Finardi 66’ (rig.) Medaglia 90’ | Marcatori | 59’ Papis |

| Arbitro: | Leni (Perugia) |

|  |           |             |
|  | Marcatori | 69’ Ascagni |

| Arbitro: | Coppetelli (Tivoli) |

|                            |           |                               |
| Paolinelli 64’ Montani 89’ | Marcatori | 19’ (aut.) Marini 75’ Colombo |

| Arbitro: | Corigliano (Crotone) |

|                                          |           |                  |
| Medaglia 59’ Nicolini 70’ Montorfano 88’ | Marcatori | 66’ Sberveglieri |

| Arbitro: | Pezzella (Frattamaggiore) |

|                      |           |                           |
| Bianchini 77’ (rig.) | Marcatori | 60’ Mugianesi 70’ Montani |

| Arbitro: | Lorenzetti (Macerata) |

|                          |           |  |
| Finardi 28’ Bresolin 50’ | Marcatori |  |

| Arbitro: | Lamorgese (Potenza) |

|  |           |             |
|  | Marcatori | 68’ Finardi |

| Arbitro: | Esposito (Torre del Greco) |

|                          |           |           |
| Larini 2’ Paolinelli 86’ | Marcatori | 69’ Soldà |

| Arbitro: | Tuveri (Cagliari) |

|                |           |              |
| Braida 6’, 21’ | Marcatori | 53’ Medaglia |

| Arbitro: | Testa (Prato) |

|                |           |  |
| Paolinelli 87’ | Marcatori |  |

| Parma 10 maggio 1981 30ª giornata | Parma            | 0 – 0 | Cremonese | Stadio Ennio Tardini\| Arbitro: \| Giaffreda (Roma) \| |
| Arbitro:                          | Giaffreda (Roma) |       |           |                                                        |

| Arbitro: | Esposito (Torre del Greco) |

|  |           |             |
|  | Marcatori | 25’ Zandoli |

| Arbitro: | Leni (Perugia) |

|                |           |  |
| Rombolotto 86’ | Marcatori |  |

| Arbitro: | De Marchi (Novara) |

|                               |           |  |
| Finardi 52’ (rig.) Larini 83’ | Marcatori |  |

| Trento 7 giugno 1981 34ª giornata | Trento              | 0 – 0 | Cremonese | Stadio Briamasco\| Arbitro: \| Lamorgese (Potenza) \| |
| Arbitro:                          | Lamorgese (Potenza) |       |           |                                                       |

### Coppa Italia Semiprofessionisti

#### Fase eliminatoria a gironi
| Arbitro: | Bin (Torino) |

|                   |           |  |
| Bresolin 64’, 87’ | Marcatori |  |

| Arbitro: | Pampana (Pisa) |

|  |           |             |
|  | Marcatori | 49’ Finardi |

| Arbitro: | Lorenzetti (Macerata) |

|          |           |             |
| Pini 15’ | Marcatori | 69’ Ascagni |

| Arbitro: | Galbiati (Monza) |

|                           |           |  |
| Paolinelli 65’ Marini 87’ | Marcatori |  |

#### Fase finale
| Arbitro: | Tubertini (Bologna) |

|                                   |           |             |
| Dreolini 18’ Marson 44’ Tomei 82’ | Marcatori | 69’ Ascagni |

| Arbitro: | Guardini (Verona) |

|                                                          |           |  |
| Galvani 32’ Medaglia 45’, 74’ Ascagni 46’ Paolinelli 85’ | Marcatori |  |

| Arbitro: | Palmeri (Bolzano) |

|                                  |           |              |
| Fasolato 8’ (aut.) Mugianesi 61’ | Marcatori | 39’ Fasolato |

| Arbitro: | Sguizzato (Verona) |

|                                           |                      |                                            |
| Perego 59’, 112’                          | Marcatori            | 106’ (rig.) Bresolin                       |
| Pillon Berlini Andreuzza Salvalaio Perego | Tiri di rigore 6 – 4 | Ascagni Gilardi Medaglia Paolinelli Marini |